# Кольчуга (станция радиотехнической разведки)
«Кольчуга» — советская и украинская автоматизированная станция пассивной радиотехнической разведки. Серийное производство начато в 1987 году. Мобильная станция «Кольчуга» базируется на двух шасси КрАЗ-260.

## История создания и производства
Проектирование станции «Кольчуга» осуществлялось в 1980-е годы. Оно было начато в Курском военном институте ГРУ СССР. Тогда же были заложены основные идеи комплекса: пассивная радиолокация во всем диапазоне частот. В 1987 году документация на станцию была передана на донецкий завод «Топаз». По словам руководителя завода «Топаз» Юрия Рябкина, «в том виде, в каком передали документы, „Кольчуга“ непригодна к производству… Специалисты нашего КБ полностью переделали станцию.» После проведения государственных испытаний «Кольчуга» была поставлена на вооружение СССР.
В начале 1990-х гг. на вооружении ВС Украины состояло около двух десятков станций «Кольчуга». Такое количество позволяло полностью обеспечить мониторинг радиоэлектронной среды вокруг Украины на глубину до 300—400 км. В конце 1990-х и начале 2000-х гг. были осуществлены поставки в ряд зарубежных стран. В частности, произведённые в 1991 году, 3 станции были модернизированы и в 2000 году поставлены в Эфиопию через «Укрспецэкспорт». На момент 2007 года стоимость станции оценивалась в $5 млн.
После пуска в производство продолжались разработки, которые были завершены в 2000 году. В 2001 году новая «Кольчуга-М» была принята на вооружение Украины. В разработке новой версии «Кольчуги» участвовали ОАО «Специальное конструкторское бюро», Донецкий национальный технический университет, киевское предприятие «Сатурн», полтавское ОАО «Элсис», «Оризон» (г. Смела), КП НПК «Искра», «Генератор» (г. Киев), «КрАЗ», кафедра ТОР радиотехнического факультета НТУУ «КПИ».
Конструкция «Кольчуги-М» защищена 8 патентами и 12 технологическими ноу-хау. Наиболее важное место среди них занимает технология микроэлектроники, на основе которой изготовляется 96 микроэлектронных сборок, применяемых в «Кольчуге-М».
По состоянию на 2003 год было изготовлено не менее 76 станций «Кольчуга» и «Кольчуга-М» начиная с 1987 года. До 1 января 1992 года по заказу министерства обороны СССР было изготовлено 46 станций, 14 из которых были предназначены для Украины. С 1992 по 2003 год было построено 30 «Кольчуг» и «Кольчуг-М»: 18 станций были поставлены в ВС РФ, 8 — в ВС Украины и 4 были проданы Китаю. При этом в течение 5 лет с 1996 по 2001 годы «Кольчуги» на Украине не производились.
В 2004 году изделие «Кольчуга» было удостоено Государственной премии Украины. Коллектив предприятия за разработку «Кольчуги» был награждён четырьмя международными наградами.
По словам Юрия Викторовича Рябкина, директора донецкой государственной акционерной холдинговой компанией (ГАХК) «Топаз», в 2007 году на территории Украины не было ни одного работоспособного комплекса:

На всю страну нет ни одного полноценного комплекса… За 16 лет независимости в госбюджете не нашлось денег на закупку «Кольчуги». На Украине внутреннего рынка вооружения и военной техники фактически нет.

После начала войны на востоке Украины в 2014 году завод «Топаз» остался на неподконтрольной Киеву территории. В связи с этим производство «Кольчуг» было перенесено в Запорожье на НПК «Искра».  23 августа 2014 года т. н. "российский гуманитарный конвой" выехал с территории Украины, при этом, как сообщила СНБО Украины, грузовики из гуманитарной колонны вывезли оборудование для производства радиолокационных систем «Кольчуга».

## Технические характеристики
«Кольчуга», работая по принципу тропосферного распространения, способна не только обнаруживать, но и распознавать наземные (надгоризонтные) и воздушные цели. В памяти системы записаны разнообразные образцы предполагаемых целей. Систему «Кольчуга» трудно обнаружить, поскольку система ведёт разведку в пассивном режиме, то есть сама радиоволн не излучает. Во всяком случае, «Кольчуга» не может быть обнаружена традиционными способами радиоэлектронной разведки.
Комплекс «Кольчуга» состоит из трёх станций. Он способен с высокой точностью определять координаты наземных и надводных целей, маршруты их движения на расстоянии до 600 км в глубину территории и на 1000 км по фронту, а для воздушных целей, летящих на высоте 10 км, — до 800 км.
Чувствительность радиотракта составляет от −110 до −155 дБ/Вт в полосе панорамного обзора. Это обеспечивается пятью антенными системами, рассчитанными на разную (метровую, дециметровую и сантиметровую) длину волны.
«Кольчуга-М» контролирует импульсное и непрерывное излучение на частотах 135—170, 230—470 и 750-18000 МГц. Система оборудована параллельным 36-канальным приёмником обнаружения и электроникой, способной исключить фоновые сигналы и одновременно сопровождать сигналы от 200 целей.

## Сравнение с аналогичными системами
|                                                       | «Кольчуга-М»                        | 85В6-А «ВЕГА»                      | Vera-Е                                       | CETC DWL002/YLC-20 |
| ----------------------------------------------------- | ----------------------------------- | ---------------------------------- | -------------------------------------------- | ------------------ |
| Внешний вид                                           |                                     | Фото                               | Фото                                         | Фото               |
| Год принятия на вооружение                            | 2001                                | н/д                                | 2004                                         | 2006               |
| Шасси                                                 | КрАЗ-260                            | Урал-4320                          | Tatra 6x6                                    | North Benz 6x6     |
| Диапазон рабочих частот, ГГц                          | 0,135-0,170; 0,230-0,470 и 0,750-18 | 0,2-18 (возможно расширение до 40) | 1-18 (возможно расширение от 0,1-1 до 18-40) | 0,380-12           |
| Максимальное количество сопровождаемых целей          | 200                                 | 60-100                             | 200                                          | н/д                |
| Дальность обнаружения воздушной цели (Н=10 км), км    | 800                                 | 400                                | 450                                          | н/д                |
| Среднеквадратическое отклонение измерения частот, МГц | 0,4                                 | 0,5—1,0                            | 3,6—21,0                                     | н/д                |
| Время развёртывания, минут                            | н/д                                 | 5-10                               | 60                                           | 60                 |
| Стоимость станции                                     | $24 млн (2011 год)                  | н/д                                | $4-10 млн (2005 год)                         | н/д                |

Сноски
1. ↑  Существует более новая система Vera-NG, отличающаяся компактностью и способностью следить одновременно за 500 целями
2. ↑  Описание станции радиотехнической разведки Vera-NG. Дата обращения: 3 января 2012. Архивировано 2 декабря 2012 года.
3. ↑  В 2010 году министр обороны Малайзии подтвердил поставку двух станций Vera-Е по контракту 2007 года на сумму 7,2 млн малайзийских ринггит  Архивная копия от 2 февраля 2014 на Wayback Machine Архивная копия от 27 декабря 2011 на Wayback Machine

## Участие в выставках и тендерах
Первая демонстрация экспортного варианта «Кольчуги-М» состоялась на выставке вооружений SOFEX-2000 в Иордании. В 2001 году новая версия «Кольчуги» участвовала на Всемирной выставке вооружения в Абу-Даби. «Кольчуга-М» была повторно продемонстрирована в Иордании на выставке SOFEX-2002.
В сентябре 2002 г. Госдепартамент США и западные средства массовой информации заявляли о продаже 4 комплексов «Кольчуга» вооружённым силам Ирака через Иорданию и обвинили Украину в нарушении санкций, наложенных против Республики Ирак. Эта информация привела к «кольчужному скандалу», однако впоследствии подтверждена не была.
«Кольчуга-М» была продемонстрирована в апреле 2002 г. в столице Малайзии Куала-Лумпуре на международной выставке вооружений и военной техники DSA-2002 (Defense Services Asia) — одной из крупнейшей в регионе. Компания «Укрспецэкспорт» представила потенциальным заказчикам стран Азиатско-Тихоокеанского региона вооружение украинского производства, в том числе «Кольчугу-М».
В октябре 2002 года комплекс был представлен в Греции на международной выставке вооружений и военной техники Defendory International-2002. Система вызвала большой интерес посетителей и участников выставки.
В марте 2003 года «Укрспецэкспорт» показала на шестой международной выставке вооружений IDEX-2003 (International Defence Exhibition) разработки вооружения и боевой техники около 40 предприятий оборонно-промышленного комплекса Украины. Система «Кольчуга-М» стала одним из самых популярных стендов выставки и привлекла внимание специалистов и потенциальных заказчиков.
Система «Кольчуга-М» победила в тендере на систему радиоэлектронной разведки, проведённом КНР в 2001 году. Главным конкурентом комплекса стала система «Зоопарк», выставленная российской компанией «Рособоронэкспорт». По результатам сравнения «Кольчуга-М» продемонстрировала существенно более высокие тактико-технические характеристики. В январе 2002 года был подписан контракт между «Укрспецэкспортом» и Китаем на поставку четырёх установок «Кольчуга-М» в течение года.
Комплекс «Кольчуга-М» был продемонстрирован во время МАКС-2009 в России.
«Кольчуга-М» была показана в сентябре 2010 года во время выставки авиационной техники и вооружений Africa Aerospace & Defence (AAD).
В феврале 2011 года «Кольчуга-М» была представлена в рамках юбилейной, 10-й выставки вооружений и военной техники IDEX-2011 в столице ОАЭ Абу-Даби.
С 2012 года предприятие «ТОПАЗ» выполняет заказ на поставку СРР «Кольчуга-М» в Азербайджан. Контракт на поставку в Азербайджан продукции, выпускаемой на донецком оборонном заводе «Топаз», был заключён в период 2009—2010 года.

## На вооружении
- Украина — 19 станций «Кольчуга» и «Кольчуга-М», по состоянию на 2009 год[32];
- Вьетнам — 4 станции «Кольчуга», по состоянию на 2013 год[33];
- Грузия[34] — 4 станции «Кольчуга-М», по состоянию на 2008 год[13][35][36];
- Туркменистан — с 2002 года[37], в 2004 году имелось 3 станции «Кольчуга-М»[13][38][39];
- Китай — 4 станции «Кольчуга-М», по состоянию на 2002 год[13];
- Эфиопия — 3 станции «Кольчуга-М», по состоянию на 2002 год[13][40][41];
- Азербайджан — некоторое количество станций «Кольчуга-М», по состоянию на 2013 год[42];
- Израиль — некоторое количество станций «Кольчуга-М», по состоянию на 2018 год[43].